# Cámara de Comercio Paraguayo-Suiza
La Cámara de Comercio Paraguayo es una Cámara de Comercio binacional incorporada en Asunción, Paraguay. La Cámara fue fundada el 9 de marzo de 2017 con el objetivo de representar los intereses económicos de Suiza en el Paraguay tras el cierre de la Embajada Suiza en Asunción el año anterior.